# Cécile Bois
Pour les articles homonymes, voir Bois (patronyme).
Cécile Bois est une actrice française, née le 26 décembre 1971 à Talence (Gironde) Elle a notamment gagné en notoriété en jouant dans la série Candice Renoir sur France 2.

## Biographie
Cécile Bois rencontre Chafika qui deviendra son agent et qui la fait débuter dans le métier. Cécile alterne alors théâtre, cinéma (Germinal) et télévision (Navarro).
Elle participe au casting que Robert Hossein organise pour son nouveau spectacle : ce dernier cherche une actrice pour le rôle d’Angélique. Cécile Bois est retenue et deviendra Angélique pour 130 représentations au palais des sports de Paris.
Elle tourne dans quelques films comme Dakan, Ça n'empêche pas les sentiments, Le Montreur de Boxe - Lucky Punch, ou Le roi danse mais c’est la télévision qui lui offre ses plus beaux rôles.
Elle est l'héroïne du téléfilm Agathe contre Agathe en 2007 ; en 2010, elle joue dans le téléfilm Le Désamour (sur France 3) de Daniel Janneau, aux côtés de Bruno Wolkowitch et de Florence Pernel.
Depuis 2013, elle est l'interprète principale de la série télévisée de France 2 Candice Renoir dans laquelle apparaît également Raphaël Lenglet : elle y incarne une femme qui jongle entre son quotidien de mère et son métier de commandant de police.
Depuis 2003, elle est en couple avec l'acteur français Jean-Pierre Michaël, qu’elle a rencontré sur le tournage d’un épisode de Joséphine, ange gardien, avec lequel elle a eu deux filles,,. Ils se sont mariés en 2016.
En 2019, elle participe à l'émission reportage Nos terres inconnues produite par Frédéric Lopez. Avec son partenaire dans Candice Renoir, Raphaël Lenglet, elle passe une semaine au cœur du Queyras, dans les Hautes-Alpes, guidée par Raphaël de Casabianca.
En mars 2020, elle annonce publiquement qu'elle a été atteinte de la covid-19 et qu'elle en est ressortie guérie ; toutefois le 16 avril, elle doit être hospitalisée pour insuffisance respiratoire consécutive à la covid-19.

## Filmographie

### Cinéma
- 1992 : Promenades d'été de René Féret
- 1993 : Germinal de Claude Berri
- 1993 : La Place d'un autre de René Féret
- 1995 : Le Montreur de Boxe - Lucky Punch de Dominique Ladoge
- 1996 : Dakan de Mohamed Camara
- 1998 : Ça n'empêche pas les sentiments de Jean-Pierre Jackson[8]
- 2000 : Le Roi danse de Gérard Corbiau[9]
- 2000 : Le Roman de Lulu de Pierre-Olivier Scotto
- 2001 : La Grande Vie ! de Philippe Dajoux
- 2005 : Une belle histoire de Philippe Dajoux
- 2009 : Trésor de Claude Berri et François Dupeyron
- 2023 : Comme un prince d'Ali Marhyar : Madame Ledoux

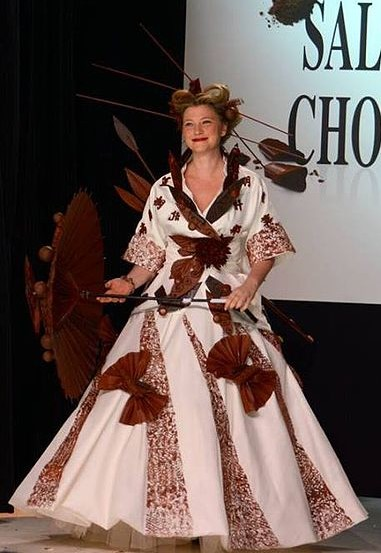
Cécile Bois en 2013, lors du défilé de mode du salon du chocolat.

### Télévision
- 1993 : Le Chasseur de la nuit de Jacques Renard[10]
- 1995 : Navarro de Gérard Marx saison 7
- 1995 : Fils de flic, téléfilm d'Igaal Niddam
- 1996 : Les Alsaciens ou les Deux Mathilde de Michel Favart
- 1997 : Une soupe aux herbes sauvages de Alain Bonnot : Justine, femme
- 1997 : La Maison d'Alexina de Mehdi Charef
- 1998 : La Femme de l'Italien de Michaël Perrotta
- 1998 : Les Monos, épisode de la meute
- 2000 : Maigret, épisode Maigret chez les riches de Denys Granier-Deferre et Pierre Joassin : Mlle Vague
- 2001 : Résurrection (Resurrezione) des Frères Taviani
- 2001 : Mathieu Corot (série télévisée, 2000) épisode Mise à mort
- 2002 : Femmes de loi, épisode Dette d'amour : Vanessa
- 2003 : Une place parmi les vivants de Raoul Ruiz
- 2004 : Ariane Ferry de Gérard Cuq (série M6)
- 2003 : Je serai toujours près de toi de Claudio Tonetti
- 2003 : Joséphine, ange gardien, épisode Compteur à zéro : Sandrine
- 2004 : Les Cordier, juge et flic, épisode Temps mort de Alain Bonnot : Agnes Legarec
- 2005 : Sauveur Giordano, épisode Présumé coupable de Patrick Poubel : Caroline Lucas
- 2005 : Une famille formidable de Joël Santoni : Marie-Sophie (saison 6)
- 2006 : Agathe contre Agathe de Thierry Binisti
- 2006 : Tombé du ciel de Stéphane Kappes
- 2006 : Marie Besnard, l'empoisonneuse de Christian Faure
- 2007 : Adresse inconnue de Rodolphe Tissot
- 2007 : La Vie à une de Frédéric Auburtin
- 2007 : Camping Paradis (saison 1, épisode 2) de Sylvie Ayme : Julie
- 2007 : Cellule Identité de Stéphane Kappes (saison 1, épisode 1)
- 2009 : Vive les vacances ! de Stéphane Kappes
- 2009 : Aveugle, mais pas trop de Charlotte Brändström
- 2009 : Alice Nevers, le juge est une femme (saison 7, épisode 1) : Stéphanie Moreau
- 2010 : Le Désamour de Daniel Janneau
- 2010 : Accusé Mendès France de Laurent Heynemann
- 2011 : Merci Patron de Pierre Joassin : Nikki
- 2013 - 2022 : Candice Renoir de Christophe Douchand et Nicolas Picard-Dreyfuss : Candice Renoir
- 2014 : Richelieu, la Pourpre et le Sang : Anne d'Autriche
- 2015 : Envers et contre tous de Thierry Binisti
- 2017 : Meurtres à Sarlat de Delphine Lemoine : Claire Dalmas
- 2018 : Tu vivras ma fille de Gabriel Aghion : Nathalie Elbaz
- 2019 : Examen de conscience d'Olivier Barma : Caroline
- 2021 : Gloria de Julien Colonna : Gloria
- 2022 : Addict de Didier Le Pêcheur : Élodie
- 2023 : Le Goût du crime de Chloé Micout : Laure Grenadier
- 2023 : Les Gouttes de Dieu d'Oded Ruskin : Marianne
- 2024 : Signalements d'Éric Métayer : Laurence Villeneuve
- 2025 : Made in France de Mathilde Vallet : Rita

## Théâtre
- 1990 : Zapping, solitude, parloir de Patrick Cailleau, mise en scène de l'auteur
- 1991 : Volpone de Jules Romains, mise en scène Robert Fortune, théâtre de la Porte-Saint-Martin
- 1995 : Angélique, marquise des anges d'après Anne et Serge Golon, mise en scène Robert Hossein, palais des sports de Paris
- 2001 : La Souricière d'Agatha Christie, mise en scène Gérard Moulévrier, Comédie des Champs-Élysées
- 2008 : Les Demoiselles d'Avignon de Jaime Salom, mise en scène Jean-Pierre Dravel et Olivier Macé,   théâtre Rive Gauche

## Distinctions
- Festival de la fiction TV de La Rochelle 2024 : Meilleure interprétation féminine pour Signalements[11]